# Yū Hayashi
Yū Hayashi (林 勇 Hayashi Yū?,  Zama, Prefectura de Kanagawa, 2 de abril de 1983) es un actor de voz y cantante japonés, afiliado a Ken Production. Desde 2013, Hayashi es también el vocalista del grupo musical SCREEN Mode bajo la discográfica Lantis.

## Biografía
Hayashi nació el 2 de abril de 1983 en la ciudad de Zama, prefectura de Kanagawa. Comenzó su carrera como actor infantil en 1994, mientras estaba afiliado a la agencia Himawari Theatre Group y principalmente se dedicaba a doblar dramas extranjeros. En 2013, formó la unidad musical Screen Mode junto a Masatomo Ōta. El dúo debutó con el sencillo Gekkō Story, el cual fue utilizado como tema de cierre para la serie de anime Gingitsune.
El 29 de octubre de 2024, Yu Hayashi anunció su matrimonio con una persona ajena al medio del entretenimiento. A través de sus redes sociales, expresó su gratitud hacia sus seguidores por el apoyo constante a lo largo de su carrera. En su mensaje, Hayashi aseguró que continuará esforzándose como actor de voz y espera seguir contando con el respaldo del público en esta nueva etapa de su vida.

## Filmografía

### Anime
2003
- Ultra Maniac cómo Yūta Kirishima

2005
- Get Ride! Amdriver  cómo Hans Meyer

2006
- Kotenkotenko cómo Mono A, Momotarō

2007
- Ōkiku Furikabutte cómo Toshihiko Maekawa

2009
- Stitch! cómo Tetsuo

2011
- Tiger & Bunny cómo Bomberman
- Little Battlers Experience cómo Taichi

2012
- Area no Kishi cómo Shintarō Tōdō
- JoJo's Bizarre Adventure cómo Smokey Brown
- Yu-Gi-Oh! ZEXAL cómo Yata Karasu

2013
- Chihayafuru cómo Seigo Kinoshita

2014
- Haikyū!! cómo Ryūnosuke Tanaka[3]
- Love Stage!! cómo Saotome-sensei

2015
- Kuroko no Basket Season 3 cómo Shigehiro Ogiwara[4]
- Lupin III cómo Dale

2016
- Ushio to Tora cómo Boy Shigakusha
- Cheer Boys!! cómo Kōji Tōno[5]
- Days cómo Yōsuke Nekotani
- Nijiiro Days cómo Wataru Mochizuki
- Big Order cómo Shredding murder[6]
- Bungō Stray Dogs cómo Michizō Tachihara
- Mob Psycho 100 cómo Tsuyoshi Edano

2018
- Mahō Shōjo Ore cómo Happy
- Banana Fish cómo Abraham Dawson
- Muhyo to Rōjī no Mahōritsu Sōdan Jimusho cómo Jirō Kusano[7]
- Shin-chan cómo Joven
- Doraemon cómo Staff
- YU-NO: A girl who chants love at the bound of this world cómo Takuya Arima[8]

2019
- Bungō Stray Dogs cómo Michizō Tachihara

2020
- Jujutsu Kaisen cómo Takuma Ino
- Muhyo to Rōjī no Mahōritsu Sōdan Jimusho cómo Jirō Kusano[7]

2021
- Tokyo Revengers cómo Manjirō "Mikey" Sano
- Bungō Stray Dogs Wan cómo Michizō Tachihara

2023
- Vinland Saga (manga) cómo Olmar
- Yu-Gi-Oh! Go Rush!! cómo Tremolo Ryugu
- Tokyo Revengers Seiya Kessen (Christmas Showdown) y Tenjiku-Hen cómo Manjirō "Mikey" Sano
- Paradox Live cómo Yohei Kanbayashi

### Películas animadas
- Pompoko (1994)
- Katta-kun Monogatari (1995) cómo Shō Nomura
- Memories (1995) cómo Niño
- Gouka Sanhon Date! Tomica Plarail Eiga Matsuri (2013) cómo Tōjirō Kuruma / Super Tomikaizer
- Tiger & Bunny: The Rising (2014) cómo Bomberman
- Mobile Suit Gundam: Cucuruz Doan's Island (2022) cómo Danan Rashica

### OVAs
- Bomb! Tomicaizer (2013) como Tōjirō Kuruma / Super Tomikaizer
- Haikyū!! (2015) como Ryūnosuke Tanaka
- Nijiiro Days (2016) como Wataru Mochizuki

### Videojuegos
- Heart of Darkness (videojuego) (1998) cómo Andy
- Kingdom Hearts II (2005) cómo Peter Pan
- Kingdom Hearts: Chain of Memories (2007) cómo Peter Pan
- Imabikisō (2007) cómo Hiroki Makimura
- Kingdom Hearts Birth by Sleep (2011) cómo Peter Pan
- Final Fantasy Type-0 (2011) cómo Enra
- Judgment (videojuego) (2018) cómo Issei Hoshino
- Lost Judgment (2021) cómo Issei Hoshino
- Tokyo Revengers PUZZ REVE! Road to National Domination (2022) cómo Manjiro "Mikey" Sano[9]
- Octopath Traveler II (2023) cómo Ritsu[10]
- Zenless Zone Zero (2024) cómo Billy Kid[11]

### Doblaje
- Steven Universe como Steven Quartz Universe.